# ドレスデン行政管区
ドレスデン行政管区（またはドレスデン県、Regierungsbezirk Dresden）は、ドイツ連邦共和国のザクセン州を構成した行政管区の一つ。1991年から2008年までの間に存在した。旧東ドイツにおけるドレスデン県の区域をほぼ継承するが、その政治的役割は大きく異なっていた。

## 概要
ザクセン州は3つの行政管区で構成されていた。ドレスデン行政管区は、州のおよそ東半分にあたる地域である。
2008年8月からはドレスデン管理区域（Direktionsbezirk Dresden）となり、2012年3月からはザクセン州の他の二つの行政地域（ライプツィヒ管理区域 Direktionsbezirk Leipzig、ケムニッツ管理区域 Direktionsbezirk Chemnitz）と共にザクセン州総局（Landesdirektion Sachsen）に統合された。

## 行政構成
ドレスデン行政管区を構成していた郡は以下の通り。
1. バウツェン郡（Bautzen）
2. カメンツ郡（Kamenz）
3. レバウ・ツィッタウ郡（Löbau-Zittau）
4. マイセン郡（Meißen）
5. ニーダーシュレジッシャー・オーバーラウジッツ郡（Niederschlesischer Oberlausitzkreis）
6. リーザ・グロセンハイン郡（Riesa-Großenhain）
7. ゼクシッシェ・シュヴァイツ郡（Sächsische Schweiz）
8. ヴァイサリッツ郡（Weißeritzkreis）

ドレスデン行政管区内の独立市は以下の通り。
1. ドレスデン（Dresden）
2. ゲルリッツ（Görlitz）
3. ホイエルスヴェルダ（Hoyerswerda）